# Кубинська кухня

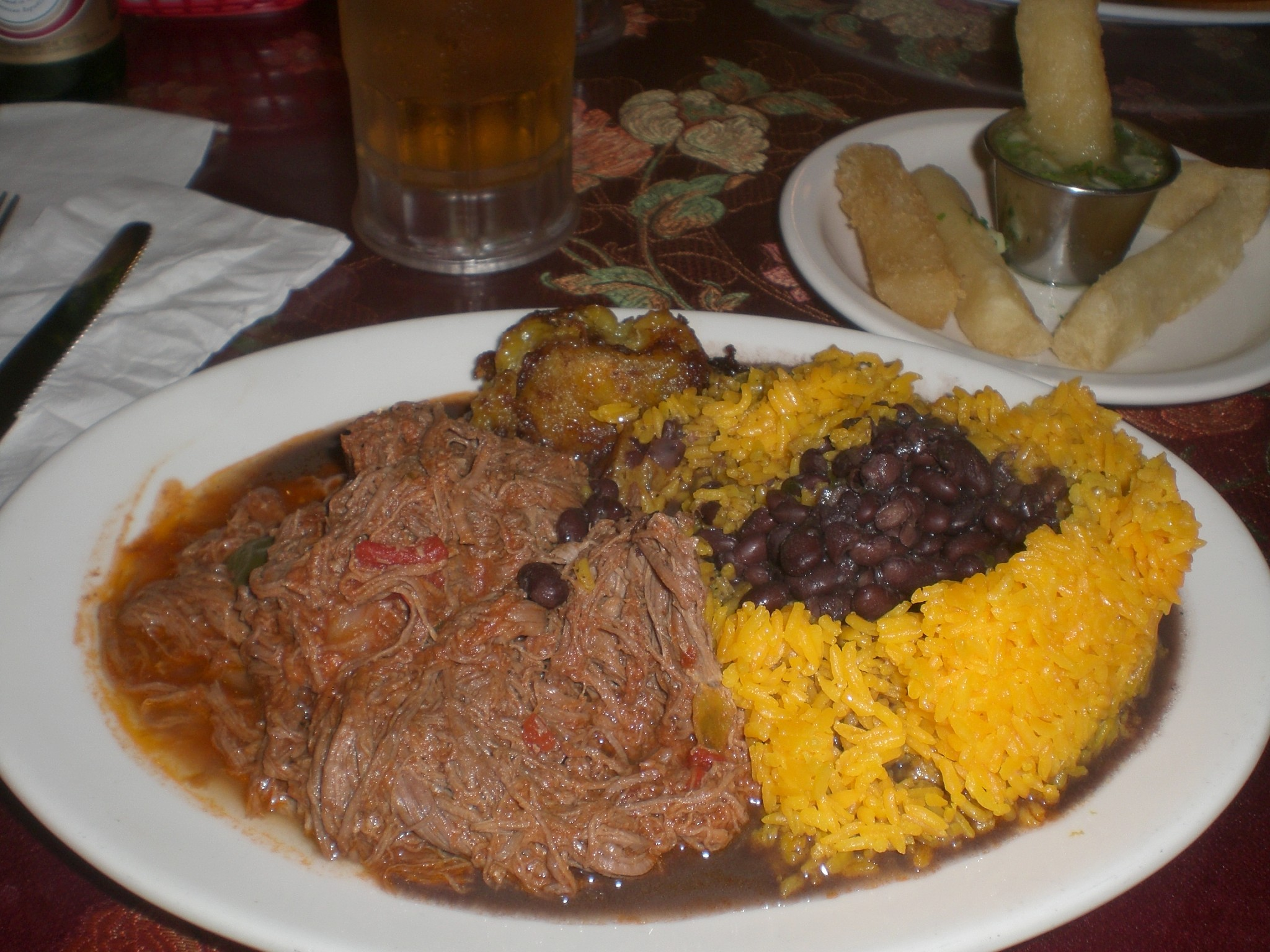
Ропа в'єха

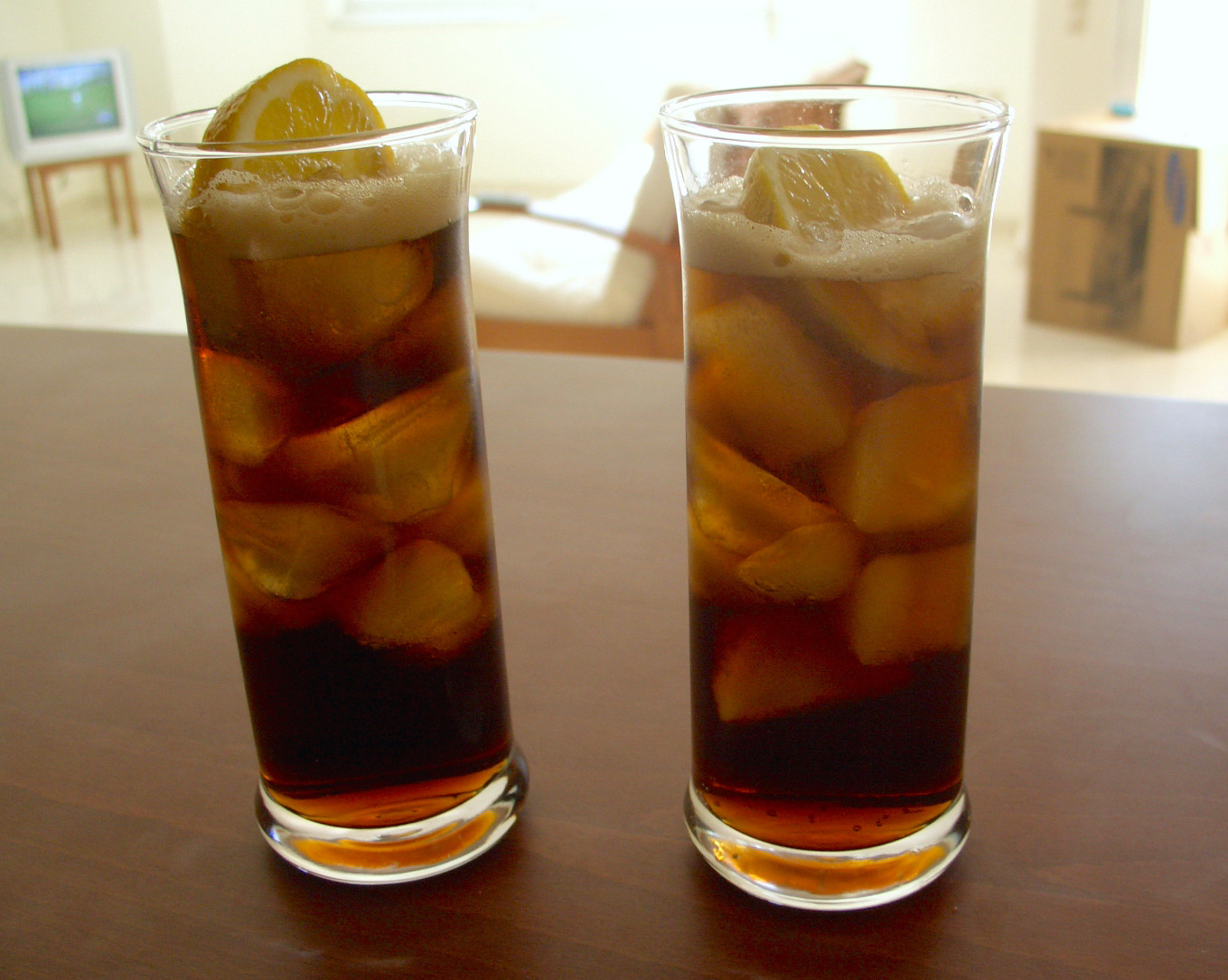
Куба лібре

Кубинська кухня — утворилася з суміші іспанської та карибської кухонь. На формування кубинської кухні вплинули не тільки звичаї, але й народності, які з давніх-давен населяли Кубу. Спочатку це були індіанці, потім іспанці, а зараз також китайці, французи. Англійська та арабська кухня наклали свій відбиток на розвиток кубинської. Сучасна кубинська кухня — дійсно національна, тому що в неї закладено кубинська сальса, тобто образ кубинця — веселої людини, а також кубинський фольклор.

## Особливості
У межах країни існують деякі відмінності щодо приготування страв. Наприклад, у Сантьяго-де-Куба і східній частині острова готують більш пряну й гостру їжу. У центральній та західній частині країни в пошані кокосовий горіх і шоколад, а для приготування страв використовується тільки кокосова олія та кокосове молоко.
Окрема розмова — назви страв. Кубинці підходять до цього творчо, завдяки чому з'явилися такі страви, як англ. Moors and christians, досл. «маври і християни»  (рис з чорними бобами), ісп. Ropa vieja, досл. «старий одяг» (порізане м'яса з креольським соусом, шматочки якого, на думку кубинців, зовні нагадують обрізки тканини).

## Перші страви

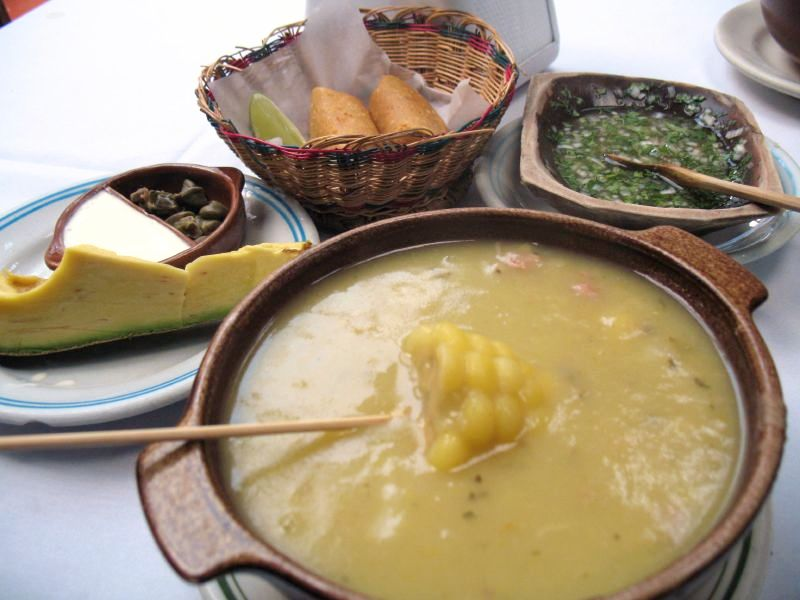
Суп ахіако

З особливостями кубинської кухні ми зустрічаємось навіть при приготуванні перших страв. В усьому світі рідку страву називають «супом», але в кубинській кухні є також інші назви «потахе» й «ахіако». Вони вирізняються між собою. Потахе — суп, який готується з квасолею та горохом. Ахіако — суп з кубинськими овочами, для приготування якого потрібна не тільки картопля, але також дюка, маланга, боніато, зелений овочевий банан та болгарський перець.

## М'ясо
Найулюбленіша національна страва кубинського народу — лечон азадо з гарніром арос конгрі та смаженими бананами. Лечон азадо — смажене молоде порося, яке є обов'язковим атрибутом святкового столу. До неї подається гарнір арос конгрі та смажені банани. У кубинському селі страву готують на вогнищі, у місцевих умовах — у духовці. За звичаєм, лечон азадо — справа старших людей. Приготування відбувається безпосередньо під час свята. Поки порося смажиться, гостям пропонується пиво, коктейлі, аперитиви.
З курятини готуються і вишуканіші страви, наприклад, смажене курча із соусом з гірких апельсинів. Національною кубинською стравою також вважається риба, при приготуванні якої використовується лимон, оцет, часник, цибуля, перець.
У ресторанах та кафе можна скуштувати ракоподібних та молюсків. Їх називають марікос. Кубинці не байдужі до м'ясних страв з баранини, кролятини, курки, гуски, а також дичини, яка вважається делікатесом. На Кубі віддають перевагу курятині і свинині, не зважаючи на те що вона не дуже корисна. При приготуванні свинини використовують сухе біле вино, яке при додаванні у страву робить її не дуже жирною але дуже смачною.

## Овочі і фрукти
Із зернових перевага віддається чорним бобам, рису і кукурудзі. Дуже важливу роль у приготуванні страв відіграє рис. Без нього кубинці майже не готують. Рис — особливий продукт. Уся Європа їсть з хлібом, а на Кубі хліб замінюється рисом або овочами. Для того, щоб їжа не була дуже калорійною, на Кубі їдять багато фруктів: манго, гуава, ананаси, банани-фрукти, мамеї.
Особливість кубинської кухні полягає ще й у тому, що їжа приправляється соусами. Ймовірно, найпопулярніші соуси на Кубі — салса кріолла (з томатів, цибулі, перцю, часнику, олії і мойо (з часнику, помідорів і перцю). Надзвичайно багатий вибір фруктів не міг не наштовхнути місцевих кухарів на приготування фруктових соусів, наприклад з манго і папаї.

## Солодощі
Кубинці дуже люблять солодощі. Не зважаючи на те, що в крамницях пропонується чималий вибір солодких виробів, у домашніх умовах готують також. Наприклад, варення, мармелад, пудинг, флан (згущене молоко з яйцем).
Кубинський десерт — усілякі фрукти. Фрукти цілі і шматочками, фрукти в пирогах. Приміром, уявіть собі пиріг з гуавою чи пиріг з кокосовим горіхом, апельсинами і гарбузом. Як легку закуску увечері готують салат з авокадо, до якого, на власний розсуд, господарка може додати лосось або манго, або ананас.

## Напої
Коктейлі, які споживають мешканці острова Свободи можуть бути різними, в залежності від способу їх приготування: аперитиви, охолоджувальні, харчо-травні, поживні, зігрівальні. Один із найпопулярніших в Європі охолоджувальних коктейлів — мохіто.